# Ateleothylax currii
Ateleothylax currii är en svampart som först beskrevs av Chalm. & A. Marshall, och fick sitt nu gällande namn av M. Ota & Langeron 1923. Ateleothylax currii ingår i släktet Ateleothylax, divisionen sporsäcksvampar och riket svampar.   Inga underarter finns listade i Catalogue of Life.